# Continental Basketball Association 1992-1993
La stagione CBA 1992-93 fu la 47ª della Continental Basketball Association. Parteciparono 16 squadre divise in quattro gironi.
Rispetto alla stagione precedente gli Albany Patroons si rinominarono Capital Region Pontiacs, i Tulsa Zone si spostarono a Fargo, diventando i Fargo-Moorhead Fever, mentre i Birmingham Bandits si trasferirono a Rochester, cambiando nome in Rochester Renegade.

## Squadre partecipanti
- C.R. Pontiacs
- Columbus Horizon
- Fargo Fever
- Fort Wayne Fury
- Gr. Rapids Hoops
- La Crosse Catbirds
- Okl. City Cavalry
- Omaha Racers
- Quad City Thunder
- Rapid City Thrillers
- Roch. Renegade
- Rockford Lightning
- S. Falls Skyforce
- Tri-City Chinook
- Wichita F. Texans
- Yakima Sun Kings

## Classifiche

### American Conference

#### Eastern Division
| Squadra                 | V  | P  | QW    | PTS   |
| ----------------------- | -- | -- | ----- | ----- |
| Grand Rapids Hoops      | 35 | 21 | 125,0 | 230,0 |
| Capital Region Pontiacs | 28 | 28 | 113,0 | 197,0 |
| Columbus Horizon        | 21 | 35 | 96,0  | 159,0 |
| Fort Wayne Fury         | 20 | 36 | 98,5  | 158,5 |

#### Mideast Division
| Squadra            | V  | P  | QW    | PTS   |
| ------------------ | -- | -- | ----- | ----- |
| Rockford Lightning | 44 | 12 | 138,0 | 270,0 |
| Quad City Thunder  | 38 | 18 | 130,5 | 244,5 |
| La Crosse Catbirds | 32 | 24 | 123,0 | 219,0 |
| Rochester Renegade | 6  | 50 | 77,0  | 95,0  |

### National Conference

#### Midwest Division
| Squadra              | V  | P  | QW    | PTS   |
| -------------------- | -- | -- | ----- | ----- |
| Rapid City Thrillers | 44 | 12 | 266,0 | 266,0 |
| Omaha Racers         | 28 | 28 | 109,0 | 193,0 |
| Sioux Falls Skyforce | 26 | 30 | 110,5 | 188,5 |
| Fargo-Moorhead Fever | 18 | 38 | 95,0  | 149,0 |

#### Western Division
| Squadra               | V  | P  | QW    | PTS   |
| --------------------- | -- | -- | ----- | ----- |
| Wichita Falls Texans  | 34 | 22 | 115,0 | 217,0 |
| Tri-City Chinook      | 27 | 29 | 112,0 | 193,0 |
| Oklahoma City Cavalry | 25 | 31 | 112,5 | 187,5 |
| Yakima Sun Kings      | 22 | 34 | 103,0 | 169,0 |

## Play-off

### Primo turno
|  | La Crosse Catbirds | 117 – 101 | Rockford Lightning |  |

|  | La Crosse Catbirds | 121 – 90 | Rockford Lightning |  |

|  | Rockford Lightning | 140 – 100 | La Crosse Catbirds |  |

|  | Rockford Lightning | 115 – 97 | La Crosse Catbirds |  |

|  | Rockford Lightning | 127 – 121 (d.2t.s.) | La Crosse Catbirds |  |

|  | Quad City Thunder | 120 – 89 | Grand Rapids Hoops |  |

|  | Quad City Thunder | 99 – 88 | Grand Rapids Hoops |  |

|  | Grand Rapids Hoops | 100 – 86 | Quad City Thunder |  |

|  | Grand Rapids Hoops | 115 – 114 (d.1t.s.) | Quad City Thunder |  |

|  | Grand Rapids Hoops | 98 – 96 | Quad City Thunder |  |

|  | Rapid City Thrillers | 105 – 104 | Tri-City Chinook |  |

|  | Rapid City Thrillers | 116 – 107 | Tri-City Chinook |  |

|  | Rapid City Thrillers | 119 – 115 | Tri-City Chinook |  |

|  | Omaha Racers | 98 – 94 | Wichita Falls Texans |  |

|  | Omaha Racers | 112 – 98 | Wichita Falls Texans |  |

|  | Wichita Falls Texans | 95 – 83 | Omaha Racers |  |

|  | Wichita Falls Texans | 101 – 98 | Omaha Racers |  |

|  | Omaha Racers | 103 – 102 | Wichita Falls Texans |  |

### Finali di conference
|  | Rockford Lightning | 103 – 98 | Grand Rapids Hoops |  |

|  | Rockford Lightning | 98 – 89 | Grand Rapids Hoops |  |

|  | Grand Rapids Hoops | 97 – 94 | Rockford Lightning |  |

|  | Grand Rapids Hoops | 104 – 102 | Rockford Lightning |  |

|  | Grand Rapids Hoops | 115 – 110 | Rockford Lightning |  |

|  | Omaha Racers | 134 – 130 | Rapid City Thrillers |  |

|  | Omaha Racers | 119 – 112 | Rapid City Thrillers |  |

|  | Rapid City Thrillers | 118 – 105 | Omaha Racers |  |

|  | Rapid City Thrillers | 116 – 115 (d.1t.s.) | Omaha Racers |  |

|  | Omaha Racers | 111 – 103 | Rapid City Thrillers |  |

### Finale CBA
|  | Omaha Racers | 106 – 98 | Grand Rapids Hoops |  |

|  | Grand Rapids Hoops | 113 – 109 (d.1t.s.) | Omaha Racers |  |

|  | Omaha Racers | 112 – 96 | Grand Rapids Hoops |  |

|  | Omaha Racers | 119 – 111 | Grand Rapids Hoops |  |

|  | Grand Rapids Hoops | 103 – 100 | Omaha Racers |  |

|  | Omaha Racers | 106 – 98 | Grand Rapids Hoops |  |

### Tabellone
|  | Primo turno | Primo turno   | Primo turno |              |              | Finali di conference | Finali di conference | Finali di conference |  |  | Finale CBA | Finale CBA | Finale CBA |  |
|  |             |               |             |              |              |                      |                      |                      |  |  |            |            |            |  |
|  | 1a          | Rockford      | 3           |              |              |                      |                      |                      |  |  |            |            |            |  |
|  | 1a          | Rockford      | 3           |              |              |                      |                      |                      |  |  |            |            |            |  |
|  | 4a          | La Crosse     | 2           |              |              |                      |                      |                      |  |  |            |            |            |  |
|  | 4a          | La Crosse     | 2           |              | 1a           | Rockford             | 2                    |                      |  |  |            |            |            |  |
|  |             |               |             |              | 1a           | Rockford             | 2                    |                      |  |  |            |            |            |  |
|  |             |               | 3a          | Grand Rapids | 3            |                      |                      |                      |  |  |            |            |            |  |
|  | 3a          | Grand Rapids  | 3a          | Grand Rapids | 3            | 3                    |                      |                      |  |  |            |            |            |  |
|  | 3a          | Grand Rapids  |             |              |              |                      |                      |                      |  |  |            |            |            |  |
|  | 2a          | Quad City     | 2           |              |              |                      |                      |                      |  |  |            |            |            |  |
|  | 2a          | Quad City     | 2           |              | Grand Rapids | Grand Rapids         | 2                    |                      |  |  |            |            |            |  |
|  |             |               |             |              |              |                      |                      |                      |  |  |            |            |            |  |
|  |             |               | Omaha       | Omaha        | 4            |                      |                      |                      |  |  |            |            |            |  |
|  | 2n          | Wichita Falls | Omaha       | Omaha        | 4            | 2                    |                      |                      |  |  |            |            |            |  |
|  | 2n          | Wichita Falls |             |              |              |                      |                      |                      |  |  |            |            |            |  |
|  | 3n          | Omaha         | 3           |              |              |                      |                      |                      |  |  |            |            |            |  |
|  | 3n          | Omaha         | 3           |              | 3n           | Omaha                | 3                    |                      |  |  |            |            |            |  |
|  |             |               |             |              | 3n           | Omaha                | 3                    |                      |  |  |            |            |            |  |
|  |             |               | 1n          | Rapid City   | 2            |                      |                      |                      |  |  |            |            |            |  |
|  | 4n          | Tri-City      | 1n          | Rapid City   | 2            | 0                    |                      |                      |  |  |            |            |            |  |
|  | 4n          | Tri-City      |             |              |              |                      |                      |                      |  |  |            |            |            |  |
|  | 1n          | Rapid City    | 3           |              |              |                      |                      |                      |  |  |            |            |            |  |

## Vincitore
| Campione CBA 1993        |
| ------------------------ |
| Omaha Racers (1º titolo) |

## Statistiche
| Categoria             | Giocatore      | Squadra                 | Stat |
| --------------------- | -------------- | ----------------------- | ---- |
| Punti per gara        | Tim Legler     | Omaha Racers            | 27,2 |
| Rimbalzi per gara     | Stanley Brundy | Rapid City Thrillers    | 11,8 |
| Assist per gara       | David Rivers   | La Crosse Catbirds      | 12,0 |
| Palle rubate per gara | Greg Sutton    | Fargo-Moorhead Fever    | 2,7  |
| Stoppate per gara     | Mike Bell      | Oklahoma City Cavalry   | 3,8  |
| FG%                   | Danny Jones    | La Crosse Catbirds      | 68,3 |
| FT%                   | Brook Steppe   | Capital Region Pontiacs | 92,3 |

## Premi CBA
- CBA Most Valuable Player: Derek Strong, Quad City Thunder
- CBA Coach of the Year: Mario Panaggio, Rockford Lightning
- CBA Defensive Player of the Year: Steve Bardo, Wichita Falls Texans
- CBA Newcomer of the Year: Derek Strong, Quad City Thunder
- CBA Rookie of the Year: Gerald Madkins, Grand Rapids Hoops
- CBA Executive of the Year: Brooks Ellison, Yakima Sun Kings
- CBA Playoff MVP: Jim Thomas, Omaha Racers
- All-CBA First Team
  - Andre Spencer, Rockford Lightning
  - Derek Strong, Quad City Thunder
  - Stanley Brundy, Rapid City Thrillers
  - Steve Bardo, Wichita Falls Texans
  - Tim Legler, Omaha Racers
- All-CBA Second Team
  - Henry James, Wichita Falls Texans
  - David Rivers, La Crosse Catbirds
  - Pat Durham, Fargo-Moorhead Fever
  - Scott Meents, Yakima Sun Kings
  - Brian Oliver, Rockford Lightning
- CBA All-Defensive First Team
  - Steve Bardo, Wichita Falls Texans
  - Derek Strong, Quad City Thunder
  - Stanley Brundy, Rapid City Thrillers
  - A.J. Wynder, Tri-City Chinook
- CBA All-Rookie First Team
  - Gerald Madkins, Grand Rapids Hoops
  - David Wesley, Wichita Falls Texans
  - Chris Jent, Columbus Horizon
  - Joe Courtney, Rockford Lightning
  - Jo Jo English, Tri-City Chinook
- CBA All-Rookie Second Team
  - Tim Breaux, Sioux Falls Skyforce
  - Herb Jones, Grand Rapids Hoops
  - Harold Ellis, Quad City Thunder
  - Matt Fish, Grand Rapids Hoops / Omaha Racers / Yakima Sun Kings
  - Mark Brisker, Quad City Thunder